# 天野きき
天野 きき（あまの きき、2005年1月11日 - ）は、日本の元グラビアアイドル、元女優。プラチナムプロダクションに所属していた。山梨県出生、東京都出身。

## 略歴
2018年12月に原宿の竹下通りでスカウトされた。
2019年2月、プラチナムプロダクション入所。8月、劇団0話旗揚げ公演「あなたの ばん」に出演。
2020年、ミスiD2021エントリー、ネクストアクトレス賞受賞。
2021年4月、Shibu3 projectグリーンクラスに加入。6月25日、NFTフューチャーライブにてアイドルライブデビュー。10月、ミスマガジン2021で「ミス週刊少年マガジン」と「ゲームアイドル部門」をダブル受賞、「講談社presentsミスマガ放課後RADIO！」放送開始。
2022年1月、舞台『赤の女王』に出演。3月28日、Shibu3 project新体制においてリーダーとなる。8月、舞台『Wteen』に出演。8月26日、初主演映画『グリーンバレット』公開。9月8日、初メインパーソナリティ番組『SHIBUYA CULTURE DESIGN STUDIO』放送開始。
2023年6月、舞台「イリス・ノワール -焔罪のミサ-」に出演。11月15日、初のソロ表紙･巻頭グラビア掲載の週刊少年マガジンが発売され、同時に1st写真集｢フロントメモリー｣が自身の19歳の誕生日となる2024年1月11日に発売になることが発表される。
2024年1月11日、1st写真集｢フロントメモリー｣発売。8月16日、初のソロ主演作となる「純情ダッシュ」公開。
2025年2月11日、同年3月31日をもってプラチナムプロダクションを退社し芸能界を引退することを自身のSNSで発表した。
2025年3月30日、原宿スペースにて開催されたプラチナムミーグリ2025 Springでの特典会が最後の芸能活動となった。

## 人物
- 「天野きき」は芸名でNHK連続テレビ小説『あまちゃん』で能年玲奈が演じたヒロイン役・天野アキが由来である[20] 。愛称の『きーちゃん』は2019年8月頃に「あまきー・ききっこ」などの候補の中から決定。ファンネームは『ジジ』[21]、ジジの日は2月22日。
- 趣味は映画鑑賞やグラビア鑑賞(自称グラビアヲタク[22]で、SNSやインタビューで度々「グラビア愛」を語っている[23])。映画鑑賞についてはFilmarksでレビューを投稿している[24]。すごく好みで愛している映画は【邦画】ゆれる、ちひろさん、スワロウテイル【洋画】はじまりのうた (2025年3月現在)。

## 出演

### 映画
- グリーンバレット 最強殺し屋伝説国岡［合宿編］（2022年8月26日、キングレコード） - 主演・神里はるか 役[13][25]

### ドラマ
- スポットライト 第7話「DON'T LOOK BACK」（2020年8月18日、TOKYO MX） - 近藤弥生 役[26]
- チバケンのマツモトさん。（2021年5月8日、チバテレビ） - 女子高生 役[27]
- 死神さん 第3話（2021年10月1日、Hulu） - 女子中学生 役[28]
- 秘密を持った少年たち スピンオフドラマ #1「抑えられない血の誘惑」（2023年10月7日、日本テレビ） - 女性カップル 役[29]
- 私たちの精密学校（2024年5月15日 、ドラマ配信アプリBUMP[30]） - 妹尾ミズキ 役[31]
- 地面師たち（2024年7月25日、Netflix） - 少女 役[32]
- 【推しの子】第8話（2024年12月5日、Amazon Prime Video） - グラドル役[33]

### 舞台
- 劇団0話旗揚げ公演「あなたの ばん」（2019年8月30日 - 9月1日、シアター代官山）[4]
- ILLUMINUS・女王ステ第6弾「赤の女王」再演（2022年1月29日 - 2月6日、六行会ホール） - ミッシェル・パプ 役（Coffin）[10]
  - 舞台「赤の女王」DVDリリース記念トークイベント【女王茶会】【女王夜会】（2022年5月1日、GOTANDA G+）[34]
- RAVE☆塾「Wteen〜罵詈雑言の剣ヶ峰！背水JKに与えられた指令は問答無用のサプライズ〜」（2022年8月25日 - 28日、CBGKシブゲキ!!） - 後藤杏 役（Bチーム）[12]
- ILLUMINUS・舞台「イリス・ノワール -焔罪のミサ-」（2023年6月10日 - 18日、六行会ホール） - エイミー 役（リュンヌ)[35]

### バラエティ
- 矢口真里の火曜The NIGHT【特別企画】ミスマガジン水着で大集合SP（2021年7月7日、ABEMA SPECIAL） - ミスマガジンベスト16として出演[36]
- ヒロド歩美のレジェンドに会いたい 浜田雅功 初めての告白90分！（2022年9月24日、朝日放送テレビ） - スタジオゲスト[37]
- Cheeky's a GoGo!～行く・見る・味わう・楽しいニッポン～（2022年11月17日、BSよしもと）[38]

### ラジオ
- 講談社presentsミスマガ放課後RADIO!（2021年10月7日 - 2022年10月6日、2023年4月20日、渋谷クロスFM）[39][40] - レギュラー
- SHIBUYA CULTURE DESIGN STUDIO（2022年9月8日 - 10月13日、渋谷クロスFM）[41] - メインパーソナリティ

### МＶ
- クリープハイプ「青梅」[42]

### YouTube
- かれんとまるまる（現・Five emotion）[43]
  - 私たち...声優になります！（2020年4月28日）
  - 大人気のタルゴナコーヒー作ったら爆笑した。（2020年5月2日）[44]
  - プロポーズ…します。【たった今考えたプロポーズの言葉を君に捧ぐよ】（2020年5月5日）
- 講談社クリエイターズラボ[45]「あなプレ」[46]（2021年10月5日 - 2022年7月1日） - レギュラー[47]
- 原宿どーが（2021年12月23日・24日）[48]
- RANKU TV[49]
  - エモいショートムービー「続・恋に恋して 前編」（2024年5月24日）-秋山由香子 役[50]
  - エモいショートムービー「続・恋に恋して 後編」（2024年7月5日）-秋山由香子 役
  - エモいショートムービー「純情ダッシュ」（2024年8月16日）-主役・樫木聖子 役[18]
  - エモいショートムービー「告白ストライド」（2024年10月11日）-樫木聖子 役

### モデル
- OUTDOOR PRODUCTS 2021春 店頭カタログモデル

## 書籍

### 写真集
- フロントメモリー（2024年1月15日、講談社、撮影：藤本和典）ISBN 978-4065347256[注 1][51][52]

### デジタル写真集
- ヤンマガアザーっす！＜YM2021年46号未公開カット＞（2022年1月15日、講談社［ヤンマガデジタル写真集］、撮影：LUCKMAN）[53]
- ミスマガ2021 みんなのモーニングルーティーングラビア③（2022年2月15日、講談社［ヤンマガデジタル写真集］、撮影：佐藤佑一）[54]
- ミスマガ2021と過ごす年末年始②（2022年3月15日、講談社［ヤンマガデジタル写真集］、撮影：カノウリョウマ）[55]
- ヤンマガアザーっす！＜YM2022年4/5号未公開カット＞（2022年3月15日、講談社［ヤンマガデジタル写真集］、撮影：岡本武志）共演：菊地姫奈、大槻りこ、内藤花恋[56]
- ミスマガのアソビバ！天使と悪魔（2022年4月15日、講談社［ヤンマガデジタル写真集］、撮影：岡本武志）[57]
- もしも、同級生がミスマガ2021だったら…（2022年6月3日、講談社［ヤンマガデジタル写真集］、撮影：カノウリョウマ）[58]
- ミスマガのアソビバ！ お菓子作り＠ホーム！（2022年7月15日、講談社［ヤンマガデジタル写真集］、撮影：カノウリョウマ）[59]
- ミスマガのアソビバ！ 元気いっぱい！チアガール（2022年8月26日、講談社［ヤンマガデジタル写真集］、撮影：鈴木ゴータ）[60]
- ミスマガのアソビバ！ ミスマガ×『グリーンバレット』（2022年9月9日、講談社［ヤンマガデジタル写真集］、撮影：西村康）[61]
- ミスマガのアソビバ！ ミスマガ×『グリーンバレット』（2022年9月9日、講談社［ヤンマガデジタル写真集］、撮影：西村康）共演：和泉芳怜、内藤花恋[62]
- ミスマガのアソビバ！ ラスト・トリップ（2022年11月11日、講談社［ヤンマガデジタル写真集］、撮影：Takeo Dec.）[63]
- ミスマガ2021全員グラビア ヤンマガアザーっす！＜YM2022年38号未公開カット＞（2022年12月2日、講談社［ヤンマガデジタル写真集］、撮影：Takeo Dec.）共演：和泉芳怜、山岡雅弥、辻優衣、大島璃乃、内藤花恋[64]
- ミスマガのアソビバ！2021未公開傑作選SP（2022年12月9日、講談社［ヤンマガデジタル写真集］、撮影：佐藤佑一、岡本武志、カノウリョウマ）[65]
- 夏、ききなりの大冒険。（2023年2月17日、主婦の友社［STRiKE! DIGITAL PHOTOBOOK 025］、撮影：YOROKOBI）[66]
- ＜ミスマガジン2021＆2022コラボ＞ ヤンマガアザーっす！＜YM2023年4･5号未公開カット＞（2023年3月3日、講談社［ヤンマガデジタル写真集］、撮影：カノウリョウマ）共演：山岡雅弥、麻倉瑞季、斉藤里奈[67]
- さよなら、少女（2023年4月11日、光文社［FLASHデジタル写真集］、撮影：まくらあさみ）[68]
- かわいさ全開！フルスロットル（2023年4月28日、講談社［FRIDAYデジタル写真集］、撮影：Takeo Dec.）[69]
- ひととき。またたき。（2023年8月30日、KADOKAWA［Gテレデジタル！］）[70]
- きーちゃんの夏休み（2023年9月14日、双葉社［EX大衆デジタル写真集］、撮影：唐木貴央）[71]
- ゆめごこち。 vol.1･2（2023年10月10日、講談社［FRIDAYデジタル写真集］、撮影：藤本和典）[72][73]
- こっちを向いてよ（2023年11月20日、集英社［週プレ PHOTO BOOK］、撮影：唐木貴央）[74]
- 【グラビア文学館】 蒲団（2023年12月29日、講談社［週刊現代デジタル写真集］、撮影：鈴木ゴータ）[75]
- ミスマガジン2021【大増量版 全100P】 ヤンマガアザーっす！＜YM2024年4/5号未公開カット＞（2024年2月2日、講談社［ヤンマガデジタル写真集］、撮影：佐藤佑一）共演：和泉芳怜、山岡雅弥、辻優衣、大島璃乃、内藤花恋[76]
- どこに行く？（2025年3月28日、扶桑社［SPA！デジタル写真集］、撮影：山口京和）[77]

### カレンダー
- 天野きき 2024年カレンダー（2023年11月11日、わくわく製作所）[78]

## 関連書籍
- 一度は見たい! アイドル＆グラビア名作写真集ガイド（2025年1月24日、玄光社) -  ISBN 978-4768319338　※フロントメモリーが取り上げられている。